# The Way (luta profissional)
The Way é um grupo de luta profissional americano e australiano composto pelo líder Johnny Gargano, Candice LeRae, Indi Hartwell e o marido de Hartwell na tela, Dexter Lumis. Atualmente, todos têm contrato com a WWE, onde atuam na marca Raw.

## História

### Introdução
Em 16 de fevereiro de 2020, no NXT TakeOver: Portland, Gargano deu meia-volta ao custar a Tommaso Ciampa, seu parceiro e rival de longa data, sua luta contra Adam Cole pelo Campeonato do NXT, com Gargano justificando suas ações exclamando que Ciampa o havia colocado no inferno por quase dois anos e estava simplesmente conseguindo sua vingança há muito esperada. No episódio de 8 de abril do NXT, Gargano e Ciampa se enfrentaram em uma luta de Arena Vazia, durante a qual LeRae, que por várias semanas antes tentou bancar o pacificador entre os dois, também deu meia-volta ao ajudar Gargano a derrotar Ciampa, encerrando assim a antiga rivalidade entre eles.
Depois disso, Gargano e LeRae começaram a se retratar como um casal poderoso e rivalizaram com outro casal poderoso do NXT, Keith Lee e Mia Yim. No TakeOver: In Your House, Gargano enfrentou Lee pelo Campeonato Norte Americano do NXT, mas apesar da interferência de LeRae, Gargano foi derrotado, graças a Yim rechaçando LeRae.

### Formação
Em 28 de outubro no NXT: Halloween Havoc, Gargano derrotou Damian Priest em uma luta Devil's Playground para se tornar duas vezes Campeão Norte Americano do NXT, e mais tarde naquela mesma noite, LeRae enfrentou Io Shirai pelo Campeonato Feminino do NXT, durante o qual ela foi assistida por uma figura mascarada vestindo a fantasia de Ghostface, mas a figura foi rechaçada por Shotzi Blackheart, custando a partida a LeRae. No episódio de 11 de novembro do NXT, a figura mascarada foi revelada como Indi Hartwell, que se alinhou com LeRae. Naquela mesma noite, Gargano perdeu o Campeonato Norte Americano do NXT para Leon Ruff graças à interferência de Priest, levando a uma rivalidade a três entre eles. Em 6 de dezembro no NXT TakeOver: WarGames, outra figura mascarada vestida como Ghostface interferiu na luta de trios de Gargano contra Ruff e Priest, e ajudou Gargano a vencer, permitindo assim que Gargano se tornasse o primeiro três vezes Campeão Norte Americano do NXT. Após a partida, a figura mascarada revelou-se como Austin Theory.
No episódio de 9 de dezembro do NXT, Gargano, LeRae, Theory e Hartwell apareceram juntos e nomearam formalmente sua aliança como "The Way". Indo para 2021, Gargano e Theory se uniram durante o Dusty Rhodes Tag Team Classic masculino de 2021, enquanto LeRae e Hartwell formaram dupla durante a contraparte feminina. No episódio de 20 de janeiro do NXT, Gargano e Theory foram eliminados na primeira rodada por Kushida e Ruff, embora LeRae e Hartwell tenham avançado para as semifinais no episódio de 10 de fevereiro do NXT, onde foram eliminadas por Ember Moon e Shotzi Blackheart.

### Sucesso e adição de Lumis
A eliminação de Gargano levou a uma rivalidade entre ele e Kushida pelo campeonato, e após troca de ataques, foi anunciado que Gargano defenderia seu campeonato contra Kushida no NXT TakeOver: Vengeance Day em 14 de fevereiro, onde Gargano manteve seu título com sucesso. Antes da partida, Theory foi sequestrado por Dexter Lumis, com quem Theory estava brigando na época devido à interferência de Theory nas partidas de Lumis contra Gargano. No episódio seguinte do NXT, Theory foi "encontrado" por Gargano, e Theory parecia relativamente bem, embora extremamente positivo e alegre, para grande confusão e preocupação de seus companheiros. No episódio de 24 de fevereiro do NXT, Gargano enfrentou Lumis em uma luta sem título, e durante a partida, LeRae instou Theory a atacar Lumis com uma cadeira de aço, mas Theory hesitou, levando Gargano a ser derrotado. Também durante a partida, Hartwell parecia ter ganhado um certo nível de atração por Lumis, e comentou em um segmento pós-jogo nos bastidores que Lumis era "gostoso", chocando Gargano e LeRae.
No episódio de 4 de maio de 2021 do NXT, LeRae e Hartwell derrotariam Ember Moon e Shotzi Blackheart em uma Street Fight para conquistar o Campeonato de Duplas Femininas do NXT, marcando assim a primeira vitória de cada mulher no título na WWE. No episódio de 18 de maio do NXT, Gargano perdeu o Campeonato Norte-Americano para Bronson Reed em uma luta em uma jaula de aço. No The Great American Bash, LeRae e Hartwell perderam os títulos para Io Shirai e Zoey Stark após uma distração do retorno de Tegan Nox.
No episódio de 3 de agosto do NXT, Gargano competiu em uma Love Her or Lose her com Dexter Lumis por Indi Hartwell. Hartwell saiu para o ringue antes de Gargano derrotar Lumis. Enquanto The Way caminhava para os bastidores, Hartwell correu de volta ao ringue e atacou Lumis, apesar da estipulação. O enredo resultaria em um casamento entre Hartwell e Lumis no episódio de 14 de setembro do NXT 2.0. Lumis juntou-se ao The Way durante este processo.

### Dissolução e consequências
Após o casamento, The Way começaria lentamente a se desintegrar. Theory seria colocado para o Raw durante o Draft da WWE de 2021 e LeRae entrou em licença maternidade. A última aparição de The Way foi no episódio de 7 de dezembro do NXT 2.0, no qual Gargano, Hartwell e Lumis se abraçaram em um segmento de bastidores. Mais tarde naquela noite, Gargano fez uma promo de despedida, marcando sua última aparição no NXT, já que seu contrato expiraria três dias depois. Em 29 de abril de 2022, Lumis foi dispensado de seu contrato com a WWE. Em 6 de maio, LeRae deixou a WWE sem reaparecer na televisão após o término de seu contrato.
No episódio do Raw de 8 de agosto, Lumis retornou à WWE, e Gargano fez seu retorno não anunciado duas semanas depois. Lumis apareceu no episódio de 23 de agosto do NXT e se reuniu com Hartwell. No episódio do Raw de 26 de setembro, LeRae retornou à WWE, derrotando Nikki A.S.H.

### Reuniões esporádicas
No episódio do Raw de 13 de março de 2023, Gargano e Lumis, acompanhados por LeRae, perderam para The Judgment Day (Dominik Mysterio e Damian Priest) em uma luta de duplas. No NXT Stand & Deliver, após a partida final de Gargano no NXT, Hartwell e Lumis se juntaram a Gargano e LeRae no palco para comemorar a vitória de Gargano sobre Waller e a vitória de Hartwell pelo Campeonato Feminino do NXT. No episódio de 8 de maio no Raw, após a seleção de Hartwell para o Raw, Gargano, LeRae, Hartwell e Lumis apareceram em um segmento nos bastidores com Chelsea Green e Sonya Deville.

## Membros

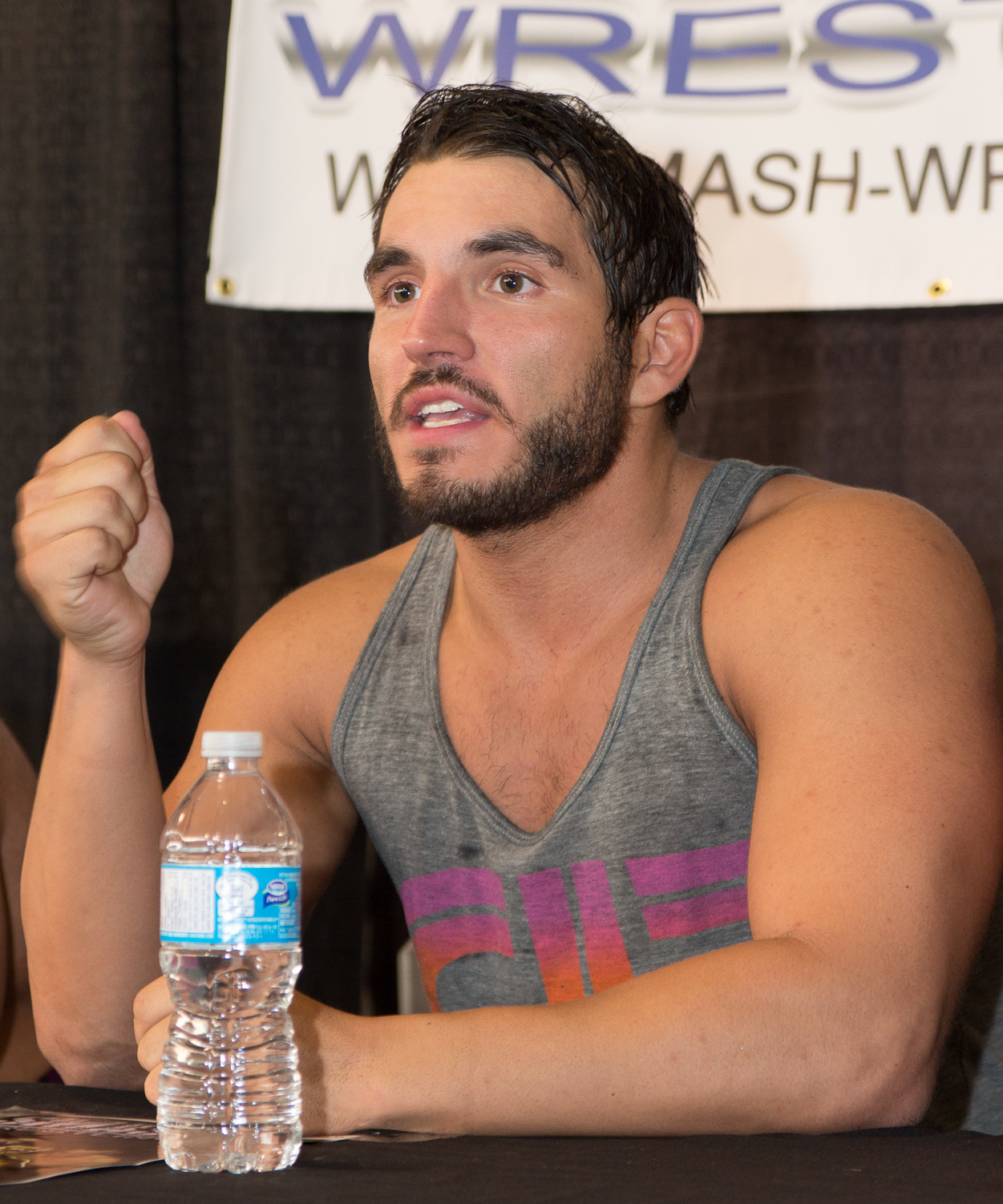
Johnny Gargano (co-líder)
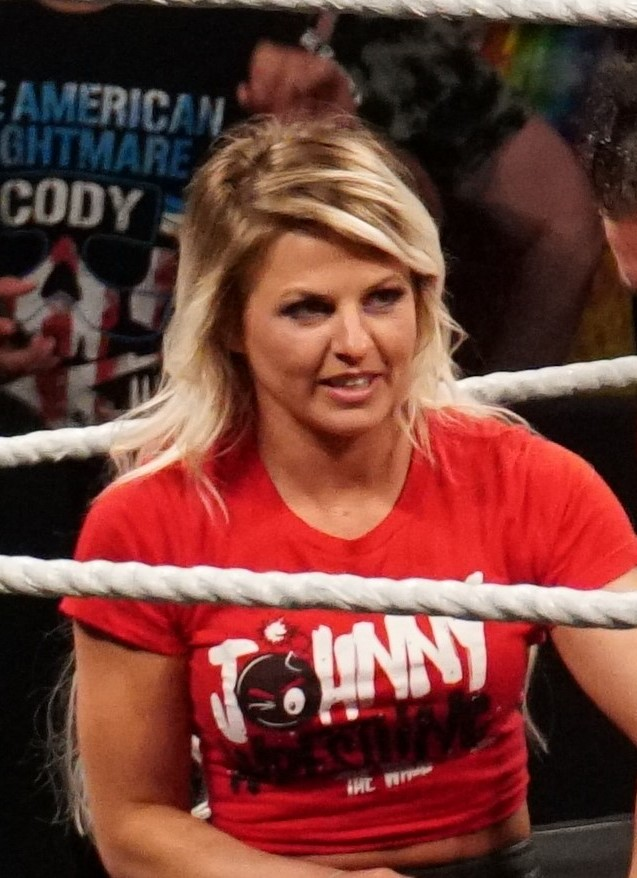
Candice LeRae (co-líder)
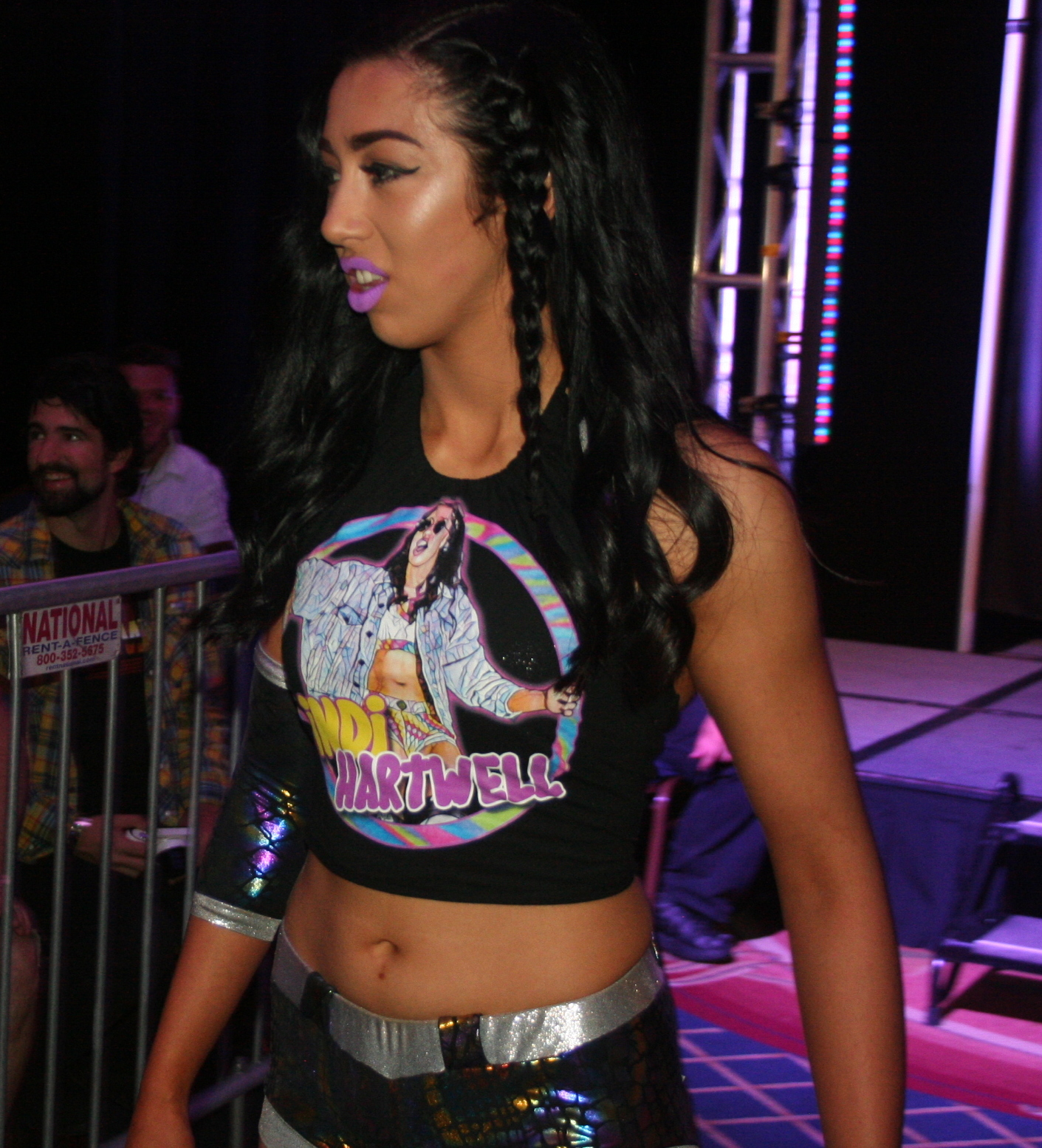
Indi Hartwell
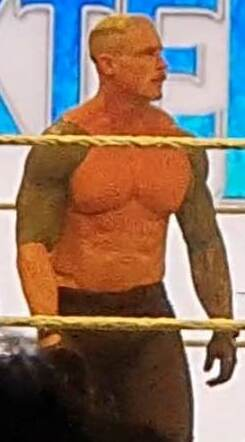
Dexter Lumis

| *  | Membros fundador(es) |
| CL | Co-Líder             |

### Atual
| Membro             | Ingressou              |
| ------------------ | ---------------------- |
| Johnny Gargano(CL) | 9 de dezembro de 2020* |
| Candice LeRae(CL)  | 9 de dezembro de 2020* |
| Indi Hartwell      | 9 de dezembro de 2020* |
| Dexter Lumis       | 14 de setembro de 2021 |

### Antigo
| Membro        | Ingressou              | Saída                 | Reason                                                                                          |
| ------------- | ---------------------- | --------------------- | ----------------------------------------------------------------------------------------------- |
| Austin Theory | 9 de dezembro de 2020* | 1º de outubro de 2020 | Theory foi convocado para o elenco principal do Raw, deixando assim seus companheiros de grupo. |

## Campeonatos e conquistas
- Pro Wrestling Illustrated
  - Classificou Hartwell em 83º lugar entre as 100 melhores lutadoras femininas no PWI Female 100 em 2020[25]
- WWE
  - Campeonato Norte Americano do NXT (2 vezes) – Gargano[26]
  - Campeonato de Duplas Femininas do NXT (1 vez) – LeRae e Hartwell[27]
  - NXT Year-End Award (1 vez)
    - Futura estrela do NXT (2020) – Theory[28]